# Kościół Wniebowzięcia Najświętszej Maryi Panny w Debrznie
Kościół Wniebowzięcia Najświętszej Maryi Panny – rzymskokatolicki kościół parafialny w mieście Debrzno, w województwie pomorskim. Mieści się przy ulicy Witosa.

## Historia
Świątynia została wybudowana w stylu neogotyckim w latach 1894–1895, konsekrowana 17 czerwca 1897 roku przez biskupa z Pelplina Leona Rednera. Została zaprojektowana przez Collmanna von Schatteburga, królewskiego inspektora do spraw kolei. W dniu 1 kwietnia 1892 roku projekt został przedstawiony urzędowi do spraw kontroli obiektów budowlanych i został zatwierdzony w dniu 27 listopada 1892 roku (koszt budowy zostały oszacowano na 84 tysiące marek). 

## Wyposażenie

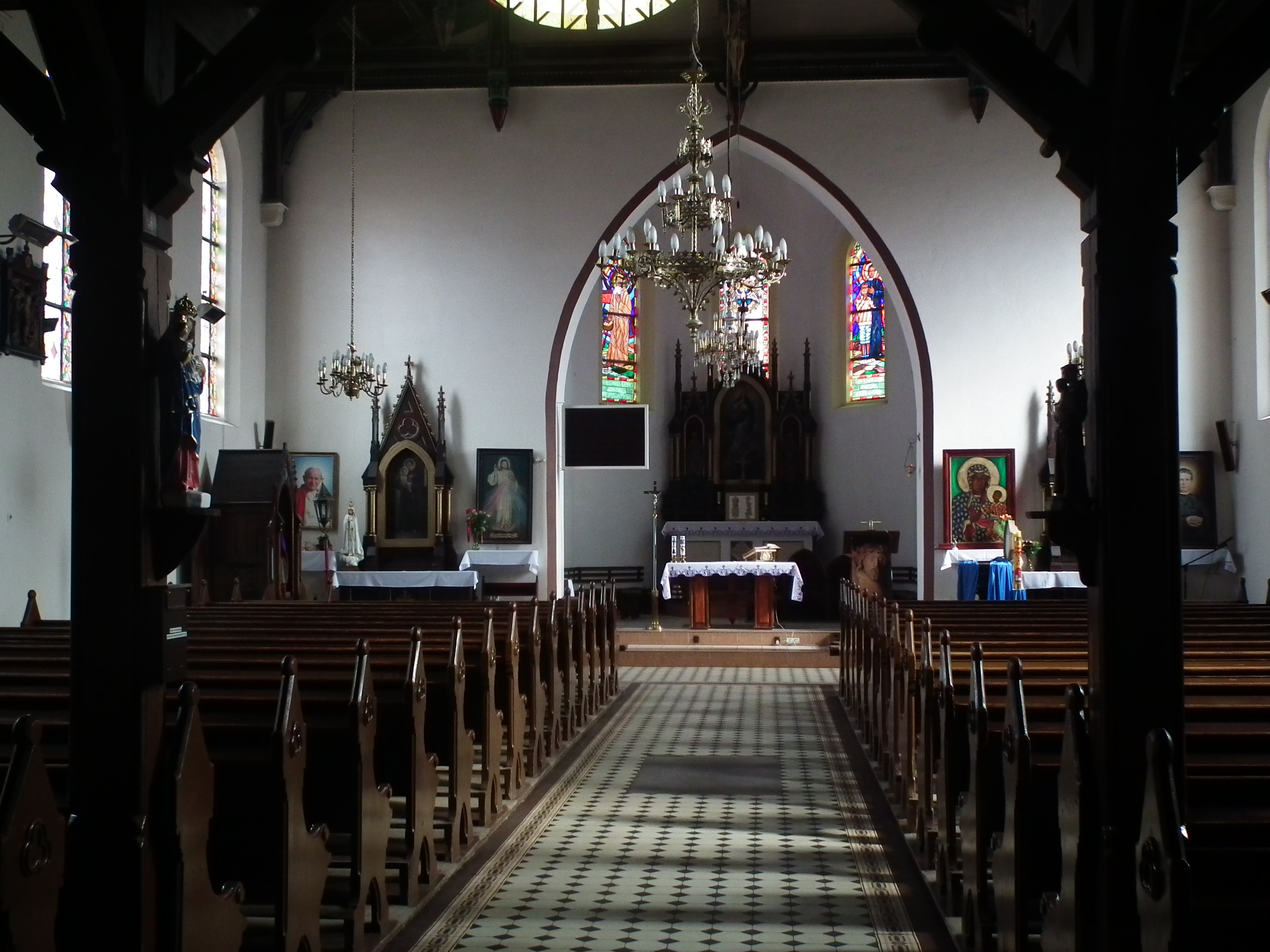
Wnętrze kościoła

Do starszego wyposażenia należy renesansowy ołtarz i barokowy konfesjonał. W ołtarzu jest umieszczony obraz „Wniebowzięcie Najświętszej Marii Panny”, którego autorstwo jest przypisywane wybitnemu gdańskiemu malarzowi z XVII wieku, Hermanowi Hanowi.